# Discografia de Ellie Goulding
A cantora e compositora inglesa Ellie Goulding lançou quatro álbuns de estúdio, um álbum remix, sete extended plays (EP), 38 singles (incluindo nove como artista convidada), cinco singles promocionais e 39 vídeos musicais. Em março de 2020, Goulding havia vendido 15 milhões de álbuns e 102 milhões de singles em todo o mundo. Além disso, ela havia vendido mais de 1,5 milhão de álbuns e mais de 4,3 milhões de singles (incluindo colaborações) somente no Reino Unido a partir de fevereiro de 2014.
Após assinar com a Polydor Records em julho de 2009, Goulding lançou seu extended play de estréia An Introduction to Ellie Goulding, em dezembro daquele ano. Foi seguido pelo lançamento de seu álbum de estúdio de estréia, Lights, em fevereiro de 2010. O álbum estreou no número um na parada de álbuns do Reino Unido e, posteriormente, ganhou um certificado de platina dupla pela British Phonographic Industry (BPI). Gerou quatro singles: "Under the Sheets", "Starry Eyed", "Guns and Horses" e "The Writer", que alcançaram os números 53, quatro, 26 e 19 no UK Singles Chart, respectivamente. Em novembro de 2010, o álbum foi relançado como Bright Lights; ele apresentou sete novas músicas, incluindo uma versão cover de "Your Song", de Elton John, que alcançou o número dois na parada de singles do Reino Unido. O sexto single a ser retirado do álbum, "Lights", alcançou o número 49 no Reino Unido, enquanto se tornava o single mais alto de Goulding nos Estados Unidos e no Canadá, onde alcançou os números dois na e sete, respectivamente.
O segundo álbum de estúdio de Goulding, Halcyon, foi lançado em outubro de 2012, alcançando o número um no Reino Unido e alcançando o top 10 no Canadá, Alemanha e EUA. Mais tarde, foi certificado com triplo platina pelo BPI e ouro pela Recording Industry Association of America (RIAA). O single principal do álbum, "Anything Could Happen", rendeu a Goulding sua terceira música entre as cinco primeiras na parada de singles do Reino Unido quando alcançou o número cinco. A faixa também se tornou seu primeiro single na Austrália (número 20) e sua segunda aparição na Billboard Hot 100 (número 47). Os singles subsequentes "Figure 8" e "Explosions" alcançaram os números 33 e 13 na parada britânica, respectivamente. Em 2013, Goulding foi destaque no single de Calvin Harris, "I Need Your Love", que alcançou o número quatro no Reino Unido. Nesse mesmo ano, seu álbum Halcyon foi relançado como Halcyon Days, contendo 10 faixas adicionais. Foi precedido pelo single "Burn", que deu a Goulding seu primeiro single número um no Reino Unido. A música também se tornou um sucesso internacional, figurando entre os 10 melhores em vários países. Halcyon Days produziu mais dois singles: um cover de "How Long Will I Love You", de The Waterboys, e "Goodness Gracious".
Em 2014, Goulding gravou a música "Beating Heart" para a trilha sonora do filme "Divergente", e também lançou sua segunda colaboração com Calvin Harris, intitulada "Outside". No ano seguinte, ela contribuiu com a música "Love Me Like You Do" para a trilha sonora de Fifty Shades of Grey. "Love Me Like You Do" se tornou um sucesso comercial em todo o mundo, dando a Goulding seu segundo número um no Reino Unido e liderando as paradas em vários outros países. O terceiro álbum de estúdio de Goulding, Delirium, foi lançado em novembro de 2015 e alcançou o número três no Reino Unido, Estados Unidos e Austrália,, enquanto alcançava o top cinco em vários outros países. O álbum gerou três singles: "On My Mind", "Army" e "Something in the Way You Move".

## Álbuns

### Álbuns de estúdio
| Lights                                                                                            | - Lançamento: 26 de fevereiro de 2010 - Gravadora: Polydor - Formato(s): CD, LP, download digital | 1 | —  | 54 | 66 | —   | 42 | 6  | 28 | 90 | 21  | - : 1,600,000 - : 840,000 - : 300,000 | - BPI: 2× Platina - RIAA: Platina                                                    |
| Halcyon                                                                                           | - Lançamento: 5 de outubro de 2012 - Gravadora: Polydor - Formato(s): CD, LP, download digital    | 1 | 16 | 14 | 8  | 85  | 8  | 1  | 3  | 7  | 9   | - : 1,250,000 - : 522,000             | - BPI: 4× Platina - AUS: Ouro - BMVI: Ouro - SUI: Ouro - RIAA: Platina - NZ: Platina |
| Delirium                                                                                          | - Lançamento: 6 de novembro de 2015 - Gravadora: Polydor - Formato(s): CD, LP, download digital   | 3 | 3  | 1  | 2  | 34  | 5  | 2  | 4  | 5  | 3   | - : 7,000 - : 355,000 - : 117,000     | - BPI: Platina - RIAA: Platina - MC: 2× Platina                                      |
| Brightest Blue                                                                                    | - Lançamento: 17 de julho de 2020 - Gravadora: Polydor - Formato(s): CD, LP, download digital     | 1 | 25 | 17 | 38 | 101 | 12 | 9  | 19 | 9  | 29  | - : 500,000                           | - MC: Ouro - RIAA: Ouro                                                              |
| Higher Than Heaven                                                                                | - Lançamento: 7 de abril de 2023 - Gravadora: Polydor - Formato(s): CD, LP, download digital      | 1 | —  | 5  | —  | 86  | 20 | 97 | —  | 28 | 125 | - : 11,818 - : 10,000                 |                                                                                      |
| "—" indica uma obra que não entrou na tabela musical ou não foi lançada na região correspondente. |                                                                                                   |   |    |    |    |     |    |    |    |    |     |                                       |                                                                                      |

### Extended plays(EP)
| An Introduction to Ellie Goulding - Lançamento: 20 de dezembro de 2009 - Gravadora: Polydor - Formato(s): Download digital | —   | —   |
| iTunes Festival: London 2010 - Lançamento: 12 de julho de 2010 - Gravadora: Polydor - Formato(s): Download digital         | —   | —   |
| Run Into the Light - Lançamento: 27 de agosto de 2010 - Gravadora: Polydor - Formato(s): Download digital                  | —   | 102 |
| Live at Amoeba San Francisco - Lançamento: 21 de novembro de 2011 - Gravadora: Interscope - Formato(s): CD                 | —   | —   |
| iTunes Festival: London 2012 - Lançamento: 11 de dezembro de 2012 - Gravadora: Polydor - Formato(s): Download digital      | —   | —   |
| iTunes Festival: London 2013 - Lançamento: 19 de outubro de 2013 - Gravadora: Polydor - Formato(s): Download digital       | —   | —   |
| iTunes Session - Lançamento: 10 de dezembro de 2013 - Gravadora: Polydor - Formato(s): Download digital                    | 190 | —   |
| "—" indica uma obra que não entrou na tabela musical ou não foi lançada na região correspondente.                          |     |     |

## Singles

### Como artista principal
| 2009                                                                                              | "Under the Sheets"              | 91 | —  | —  | 3  | —  | —  | 2  | —  | —  | —  | —  | 53 | —  | —   |                                                                                          | Lights                        |
| 2010                                                                                              | "Starry Eyed"                   | 46 | —  | 47 | 14 | —  | —  | 18 | —  | —  | 4  | 26 | 4  | —  | —   | - RU: Ouro                                                                               | Lights                        |
| 2010                                                                                              | "Guns and Horses"               | —  | —  | —  | —  | —  | —  | —  | —  | —  | —  | —  | 26 | —  | —   |                                                                                          | Lights                        |
| 2010                                                                                              | "The Writer"                    | —  | —  | —  | —  | —  | —  | —  | —  | —  | —  | —  | 19 | —  | —   |                                                                                          | Lights                        |
| 2010                                                                                              | "Your Song"                     | —  | —  | —  | —  | —  | —  | 22 | —  | —  | 5  | —  | 2  | 25 | 56  | - RU: Platina                                                                            | Bright Lights                 |
| 2011                                                                                              | "Lights"                        | 11 | —  | —  | 10 | 7  | 7  | —  | 2  | 29 | —  | 16 | 49 | —  | 14  | - ALE: Ouro - BEL: Ouro - EUA: 4× Platina - NZ: Ouro - SUI: Platina                      | Bright Lights                 |
| 2012                                                                                              | "Anything Could Happen"         | 66 | 20 | —  | 31 | 37 | —  | —  | 47 | —  | 16 | 16 | 5  | —  | 47  | - AUS: Ouro - EUA: Platina - NZ: Ouro - RU: Prata                                        | Halcyon                       |
| 2012                                                                                              | "Figure 8"                      | —  | —  | —  | —  | —  | —  | —  | —  | —  | —  | 7  | 33 | —  | —   | - NZ: Platina                                                                            | Halcyon                       |
| 2013                                                                                              | "Explosions"                    | —  | —  | —  | —  | —  | —  | —  | —  | —  | 51 | —  | 13 | —  | 100 | - RU: Prata                                                                              | Halcyon                       |
| 2013                                                                                              | "Burn"                          | 4  | 6  | 4  | 3  | 8  | 14 | 15 | 13 | 9  | 2  | 6  | 1  | 3  | 5   | - AUS: 4× Platina - NZ: Ouro - RU: Platina - SUE: Platina - SUI: Platina                 | Halcyon Days                  |
| 2013                                                                                              | "How Long Will I Love You"      | —  | 46 | —  | 3  | 47 | —  | —  | —  | —  | 3  | 6  | 3  | 58 | 16  | - AUS: Ouro - NZ: Ouro - RU: Ouro                                                        | Halcyon Days                  |
| 2014                                                                                              | "Goodness Gracious"             | —  | 39 | —  | —  | —  | —  | —  | —  | —  | 10 | —  | 16 | —  | —   |                                                                                          | Halcyon Days                  |
| 2014                                                                                              | "Beating Heart"                 | —  | 38 | —  | —  | —  | 79 | —  | 88 | 84 | 8  | 20 | 9  | —  | —   |                                                                                          | Divergent                     |
| 2015                                                                                              | "Love Me like You Do"           | 1  | 1  | 1  | 4  | 6  | 11 | 1  | 3  | 14 | 1  | 1  | 1  | 1  | 1   | - AUS: Ouro - NZ: Ouro - RU: Prata                                                       | Fifty Shades of Grey          |
| 2015                                                                                              | "On My Mind"                    | 10 | 3  | 13 | 10 | 10 | 10 | 16 | 13 | 61 | 11 | 5  | 5  | 18 | 13  |                                                                                          | Delirium                      |
| 2016                                                                                              | "Army"                          |    |    |    |    |    |    |    |    |    |    |    |    |    |     | - BPI: Gold                                                                              | Delirium                      |
| 2016                                                                                              | "Something in the Way You Move" |    |    |    |    |    |    |    |    |    |    |    |    |    |     | - RIAA: Gold                                                                             | Delirium                      |
| 2016                                                                                              | "Still Falling for You"         |    |    |    |    |    |    |    |    |    |    |    |    |    |     | - BPI: Platinum - ARIA: Gold - BVMI: Gold - RIAA: Gold                                   | Bridget Jones's Baby          |
| 2017                                                                                              | "First Time" (com Kygo)         |    |    |    |    |    |    |    |    |    |    |    |    |    |     | - BPI: Silver - ARIA: Platinum - IFPI SWI: Gold - MC: Platinum - RIAA: Gold - SNEP: Gold | Stargazing                    |
| 2017                                                                                              | "O Holy Night"                  |    |    |    |    |    |    |    |    |    |    |    |    |    |     |                                                                                          | Não adicionado à nenhum álbum |
| 2018                                                                                              | "Vincent"                       |    |    |    |    |    |    |    |    |    |    |    |    |    |     |                                                                                          | Não adicionado à nenhum álbum |
| 2018                                                                                              | "Close to Me" (com Diplo)       |    |    |    |    |    |    |    |    |    |    |    |    |    |     | - BPI: Gold - ARIA: 2× Platinum - MC: 2× Platinum - RIAA: Platinum - RMNZ: Gold          | ASA                           |
| 2019                                                                                              | "Flux"                          |    |    |    |    |    |    |    |    |    |    |    |    |    |     |                                                                                          | ASA                           |
| 2019                                                                                              | "Sixteen"                       |    |    |    |    |    |    |    |    |    |    |    |    |    |     | - BPI: Silver                                                                            | ASA                           |
| 2019                                                                                              | "Hate Me"                       |    |    |    |    |    |    |    |    |    |    |    |    |    |     | - MC: Gold                                                                               | ASA                           |
| "—" indica uma obra que não entrou na tabela musical ou não foi lançada na região correspondente. |                                 |    |    |    |    |    |    |    |    |    |    |    |    |    |     |                                                                                          |                               |

### Como artista convidada
| 2010                                                                                              | "Wonderman" (Tinie Tempah com Ellie Goulding)              | —  | — | —  | —  | — | —  | —  | —  | —  | —  | 16 | 12 | — | —  | - RU: Prata                                                                 | Disc-Overy                       |
| 2013                                                                                              | "I Need Your Love" (Calvin Harris com Ellie Goulding)      | 13 | 3 | 3  | 8  | 7 | 13 | 17 | 16 | 10 | 6  | 15 | 4  | 3 | 6  | - ALE: Ouro - AUS: 2× Platina - BEL: Ouro - EUA: Ouro - NZ: Ouro - RU: Ouro | 18 Months                        |
| 2014                                                                                              | "Outside" (Calvin Harris com Ellie Goulding)               | 1  | 7 | 3  | 8  | 8 | 10 | 5  | 29 | 19 | 5  | 7  | 6  | 3 | 5  | - ALE: Ouro - AUS: 2× Platina - EUA: Platina - NZ: Platina - RU: Platina    | Motion                           |
| 2014                                                                                              | "Do They Know It's Christmas?" (como do Band Aid 30)       | 2  | 3 | 5  | 1  | 3 | 8  | 35 | 63 | 25 | 1  | 2  | 1  | — | 5  | - RU: Ouro                                                                  | —                                |
| 2015                                                                                              | "Powerful" (Major Lazer com Ellie Goulding e Tarrus Riley) | —  | 7 | 55 | 44 | — | —  | 39 | —  | 78 | 77 | 20 | 54 | — | 55 | - AUS: Platina - NZ: Ouro                                                   | Peace Is the Mission             |
| 2019                                                                                              | ''Return To Love'' (ANDREA com BOCELLI\|ELLIE GOULDING)    | —  |   |    |    |   |    |    |    |    |    |    |    |   |    |                                                                             | SÌ FOREVER (THE DIAMOND EDITION) |
| "—" indica uma obra que não entrou na tabela musical ou não foi lançada na região correspondente. |                                                            |    |   |    |    |   |    |    |    |    |    |    |    |   |    |                                                                             |                                  |

### Outras canções
| Ano  | Obra                            | Melhores posições atingidas | Melhores posições atingidas | Álbum         |
| Ano  | Obra                            | RU                          | NZ                          | Álbum         |
| ---- | ------------------------------- | --------------------------- | --------------------------- | ------------- |
| 2010 | "Human"                         | 155                         | —                           | Bright Lights |
| 2010 | "Little Dreams"                 | 183                         | —                           | Bright Lights |
| 2010 | "Home"                          | 189                         | —                           | Bright Lights |
| 2012 | "Hanging On" (com Tinie Tempah) | 144                         | —                           | Halcyon       |
| 2013 | "Only You"                      | —                           | 37                          | Halcyon       |

## Outras aparições
| Ano  | Artista(s)      | Álbum                                         | Canção                             | Créditos                                        |
| ---- | --------------- | --------------------------------------------- | ---------------------------------- | ----------------------------------------------- |
| 2010 | Vários          | Kick-Ass                                      | "Starry Eyed"                      | Co-compositora, artista principal               |
| 2010 | Diana Vickers   | Songs from the Tainted Cherry Tree            | "Jumping Into Rivers"              | Co-compositora                                  |
| 2010 | Diana Vickers   | Songs from the Tainted Cherry Tree            | "Notice"                           | Co-compositora                                  |
| 2010 | Diana Vickers   | Songs from the Tainted Cherry Tree            | "Remake Me + You"                  | Co-compositora                                  |
| 2010 | Gabriella Cilmi | Ten                                           | "Love Me Cos"                      | Co-compositora                                  |
| 2010 | Vários          | Dermot O'Leary Presents The Saturday Sessions | "Jolene"                           | Artista principal                               |
| 2011 | Vários          | Life in a Day                                 | "A Day at a Time"                  | Artista participante                            |
| 2011 | Skrillex        | Bangarang                                     | "Summit"                           | Artista participante                            |
| 2012 | Vários          | L'amour dure trois ans                        | "Your Song"                        | Artista principal                               |
| 2012 | Chiddy Bang     | Breakfast                                     | "Out 2 Space"                      | Co-compositora                                  |
| 2012 | Zedd            | Clarity                                       | "Fall Into the Sky"                | Co-compositora, artista participante            |
| 2012 | Vários          | The Twilight Saga: Breaking Dawn – Part 2     | "Bittersweet"                      | Co-compositora, artista principal               |
| 2013 | Vários          | A Concert for Kirsty MacColl                  | "Soho Square"                      | Artista principal                               |
| 2013 | Vários          | Spring Breakers                               | "Lights"                           | Co-compositora, artista principal               |
| 2013 | Big Sean        | Hall of Fame                                  | "You Don't Know"                   | Co-compositora, artista participante            |
| 2013 | Vários          | The Hunger Games: Catching Fire               | "Mirror"                           | Co-compositora, artista principal               |
| 2014 | Vários          | Divergent                                     | "Hanging On" (I See MONSTAS Remix) | Artista principal                               |
| 2014 | Vários          | Divergent                                     | "Dead in the Water"                | Co-compositora, artista principal               |
| 2014 | Vários          | Divergent                                     | "My Blood"                         | Co-compositora, co-produtora, artista principal |
| 2014 | Junkie XL       | Divergent: Original Motion Picture Score      | "Tris"                             | Artista participante                            |
| 2014 | Junkie XL       | Divergent: Original Motion Picture Score      | "Choosing Dauntless"               | Artista participante                            |
| 2014 | Junkie XL       | Divergent: Original Motion Picture Score      | "Capture the Flag"                 | Artista participante                            |
| 2014 | Junkie XL       | Divergent: Original Motion Picture Score      | "Sacrifice"                        | Artista participante                            |
| 2014 | Seven Lions     | Worlds Apart                                  | "Don't Leave"                      | Co-compositora, artista participante            |
| 2014 | Iggy Azalea     | Reclassified                                  | "Heavy Crown"                      | Co-compositora, artista participante            |

## Videos musicais
| Ano  | Obra                                                       | Diretor                   |
| ---- | ---------------------------------------------------------- | ------------------------- |
| 2009 | "Under the Sheets"                                         | Lennox Brothers           |
| 2010 | "Starry Eyed"                                              | OneInThree                |
| 2010 | "Guns and Horses"                                          | Petro                     |
| 2010 | "The Writer"                                               | Chris Cottam              |
| 2010 | "Your Song"                                                | Ben Coughlan e Max Knight |
| 2011 | "Wonderman" (Tinie Tempah com Ellie Goulding)              | Robert Hales              |
| 2011 | "Lights"                                                   | Sophie Muller             |
| 2011 | "Starry Eyed" (versão estadunidense)                       | Dugan O'Neal              |
| 2012 | "Hanging On" (com Tinie Tempah)                            | Ben Newbury               |
| 2012 | "Anything Could Happen"                                    | Floria Sigismondi         |
| 2012 | "I Know You Care"                                          | Ben Coughlan              |
| 2012 | "Figure 8"                                                 | W.I.Z.                    |
| 2013 | "Explosions"                                               | Yuliya Miroshnikova       |
| 2013 | "I Need Your Love" (Calvin Harris com Ellie Goulding)      | Emil Nava                 |
| 2013 | "Tessellate"                                               | Ben Newbury               |
| 2013 | "Burn"                                                     | Mike Sharpe               |
| 2013 | "Midas Touch" (com Burns)                                  | Samuel Stephenson         |
| 2013 | "How Long Will I Love You"                                 | Mike Sharpe               |
| 2013 | "How Long Will I Love You" (segunda versão)                | Roger Michell             |
| 2014 | "Goodness Gracious"                                        | Kinga Burza               |
| 2014 | "Beating Heart"                                            | Ben Newbury               |
| 2014 | "Outside" (Calvin Harris com Ellie Goulding)               | Emil Nava                 |
| 2014 | "Do They Know It's Christmas?" (com Band Aid 30)           | Andy Morahan              |
| 2015 | "Love Me Like You Do"                                      | Georgia Hudson            |
| 2015 | "Powerful" (Major Lazer com Ellie Goulding e Tarrus Riley) | James Slater              |
| 2015 | "On My Mind"                                               | Emil Nava                 |